# البنك الوطني الكرواتي
البنك الوطني الكرواتي (بالكرواتية: Hrvatska narodna banka)‏ هو البنك المركزي لجمهورية كرواتيا.
أنشئ بموجب دستور كرواتيا الذي أقره البرلمان الكرواتي في 21 ديسمبر 1990. تتمثل مسؤولياتها الرئيسية في الحفاظ على استقرار العملة الوطنية، والكونا ، وضمان السيولة المالية العامة داخل البلاد. كما يصدر البنك الأوراق النقدية ويحفظ الاحتياطيات النقدية الوطنية. في أداء مهامه، يعمل كمؤسسة مستقلة مسؤولة أمام البرلمان. يبلغ رأس مال البنك خمسة مليارات كونا كرواتية. يعمل وفقًا لقانون البنك الوطني الكرواتي.

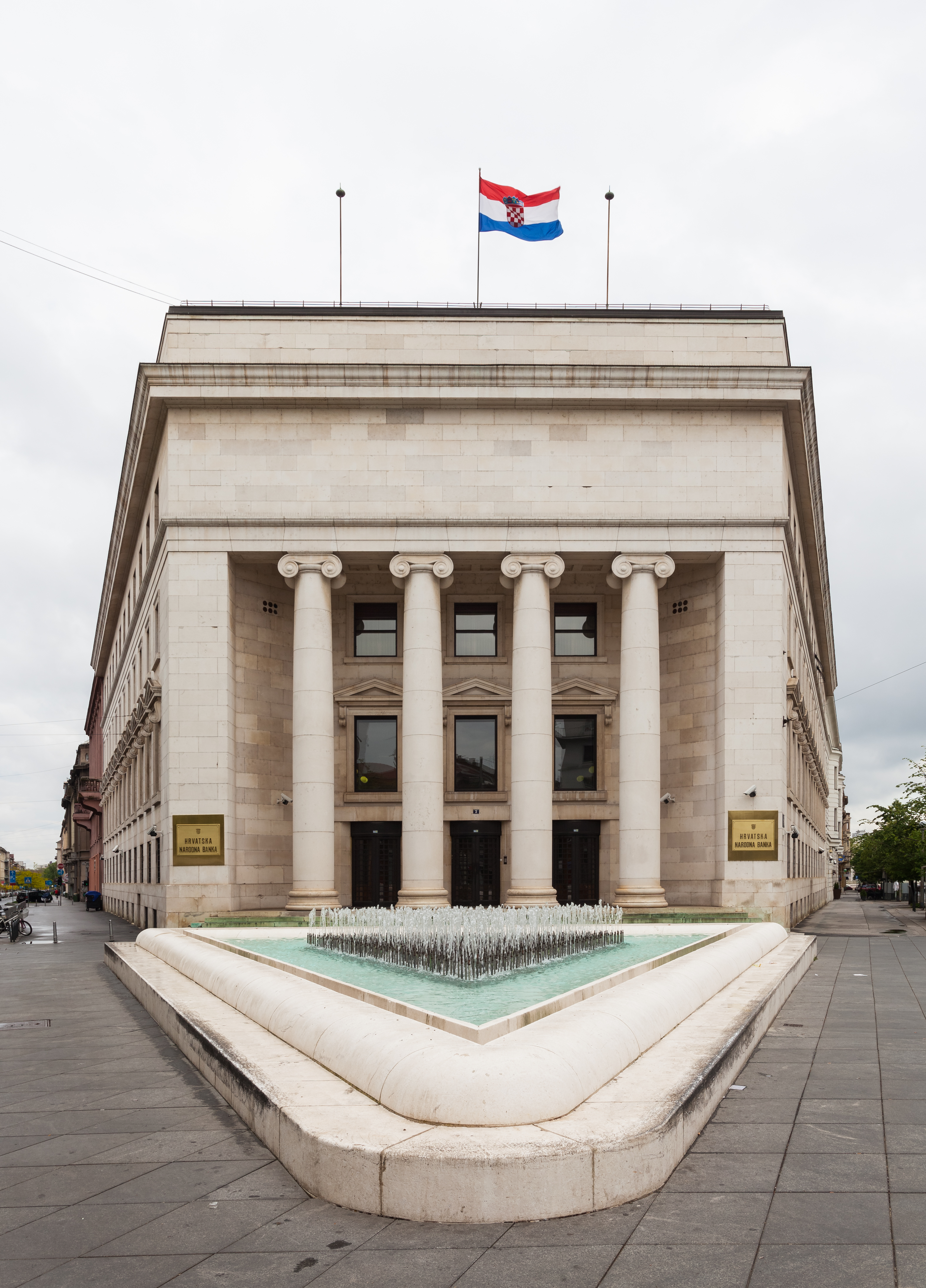
قصر البنك الوطني الكرواتي في زغرب

## روابط خارجية
- الموقع الرسمي
(بالكرواتية)